# Турбо-фолк
Турбофолк (серб. Турбофолк, англ. Turbo-folk) — музичний жанр, поєднання електронної та народної музики, який зародився на початку 1980-х в Югославії і популярний нині на Балканах. Піонерами турбофолка були виконавиці Лепа Брена і Драгана Миркович. Розквіту турбофолк досяг у 1990-ті роки в Сербії — одним з популяризаторів цього жанру став президент Югославії Слободан Мілошевич. Вперше подібний термін вжив співак Рамбо Амадеус, який іронічно називав цю музику «какофонією», описуючи власні твори.